# El Molledo (Santiago del Teide)
El Molledo es una de las entidades de población que conforman el municipio de Santiago del Teide, en la isla de Tenerife —Canarias, España—.

## Toponimia
El nombre de la localidad deriva del término de origen canario «molledo», que hace alusión a un «montón de piedras que resulta de arrinconar las que se quitan de los cercados y tierras de cultivo».

## Geografía
El Molledo se encuentra situado a apenas un kilómetro de la capital administrativa del municipio, a una altitud de 870 m s. n. m.
El barrio cuenta con una iglesia parroquial dedicada a la asunción de la virgen María, un centro cultural, un polideportivo, una plaza pública y un parque infantil.
Gran parte de su territorio se encuentra incluido en la Red Canaria de Espacios Naturales Protegidos bajo la figura del parque rural de Teno.

## Demografía
| Año        | 2000 | 2005 | 2010 | 2015 | 2020 | 2024 |
| ---------- | ---- | ---- | ---- | ---- | ---- | ---- |
| Habitantes | 181  | 185  | 190  | 192  | 224  | 234  |

## Comunicaciones
Se llega al barrio a través de la carretera TF-82 que une Santiago del Teide con Tamaimo.

### Transporte público
En autobús ―guagua― queda conectada mediante las siguientes líneas de TITSA:
| Línea | Trayecto                                             | Recorrido     |
| ----- | ---------------------------------------------------- | ------------- |
| 325   | Puerto de la Cruz - Icod de los Vinos - Los Gigantes | Horario/Línea |
| 460   | Icod de los Vinos - Guía de Isora - Costa Adeje      | Horario/Línea |
| 461   | Arguayo - Acantilado de Los Gigantes                 | Horario/Línea |
| 462   | Guía de Isora - Valle Santiago - Los Gigantes        | Horario/Línea |